# Beachhandball-Weltmeisterschaften 2008/Frauen/Kader
Die Seite Beachhandball-Weltmeisterschaften 2008/Frauen/Kader sammelt Informationen und Statistiken zu den Spielerinnen und Mannschaften, die am Turnier der Frauen im Beachhandball bei den Beachhandball-Weltmeisterschaften 2008 teilgenommen haben. Die Kader der Männermannschaften finden sich hier.
Es nahmen 116 Spielerinnen an der Meisterschaft teil, acht Mannschaften schöpften die Möglichkeit von zehn Spielerinnen aus, vier Mannschaften nominierten nur neun. Bei den einzelnen Spielen konnten jeweils acht Spielerinnen eingesetzt werden.

## Brasilien
| Nummer | Name                             | Geburts- datum | Position   | Spiele | Punkte | Zeitstr. | Platzv. |
| ------ | -------------------------------- | -------------- | ---------- | ------ | ------ | -------- | ------- |
| 1      | Jerusa Ferreira Dias             |                | Torhüterin |        |        |          |         |
| 2      | Millena dos Anjos Alencar        |                | Pivot      |        |        |          |         |
| 3      | Emanuelle Moreira Lima           |                | Außen      |        |        |          |         |
| 4      | Mayssa Raquel de Oliveira Pessoa |                | Torhüterin |        |        |          |         |
| 5      | Maria José Batista de Sales      |                | Specialist |        |        |          |         |
| 6      | Cinthya Piquet de Medeiros       |                | Außen      |        |        |          |         |
| 7      | Edna Márcia da Silva Costa       |                | Defensive  |        |        |          |         |
| 8      | Darlene Silva Soares             |                | Außen      |        |        |          |         |
| 9      | Raíla Gomes da Costa             |                | Specialist |        |        |          |         |
| 10     | Taíssi Santos da Costa           |                | Specialist |        |        |          |         |

- Trainer: Cláudia Monteiro do Nascimento
- Co-Trainer: Rossana Coeli Seabra Marques
- Betreuer: Juliana Duarte Lisboa Cubo; Stanley Ramos MacKenzie

## China
| Nummer | Name          | Geburts- datum | Position | Spiele | Punkte | Zeitstr. | Platzv. |
| ------ | ------------- | -------------- | -------- | ------ | ------ | -------- | ------- |
| 1      | Zhang Hongli  |                |          |        |        |          |         |
| 2      | Gong Yan      |                |          |        |        |          |         |
| 3      | Zhao Hui      |                |          |        |        |          |         |
| 4      | Zhang Tianjie |                |          |        |        |          |         |
| 5      | Xie Chenchen  |                |          |        |        |          |         |
| 6      | Zu Cui        |                |          |        |        |          |         |
| 7      | Li Tingting   |                |          |        |        |          |         |
| 8      | Si Yan        |                |          |        |        |          |         |
| 9      | Hu Chunhui    |                |          |        |        |          |         |

- Trainer: Wu Lijun
- Assistent: Yang Kai

## Dominikanische Republik
| Nummer | Name                         | Geburts- datum | Position   | Spiele | Punkte | Zeitstr. | Platzv. |
| ------ | ---------------------------- | -------------- | ---------- | ------ | ------ | -------- | ------- |
| 2      | Ofelia Vasquez               |                |            |        |        |          |         |
| 3      | Crisleidy Hernández Guerrero | 01-10-1983     |            |        |        |          |         |
| 6      | Indiana Mateo Linares        |                |            |        |        |          |         |
| 8      | Nancy Mileidy Peña Rodriguez | 29-07-1982     |            |        |        |          |         |
| 9      | Mariela Altagracia Andino    | 09-10-1990     |            |        |        |          |         |
| 12     | Suleidi Suárez Genao         | 08-07-1991     |            |        |        |          |         |
| 14     | Yacaira A. Tejeda Peña       |                |            |        |        |          |         |
| 15     | Mariela Céspedes             | 03-11-1991     |            |        |        |          |         |
| 16     | Cari Luz Domínguez           | 10-10-1992     | Torhüterin |        |        |          |         |

- Trainer:  Félix Romero
- Co-Trainer: Miguel Antonio Rivera
- Betreuer: José Edgar Duval

## Italien
| Nummer | Name                  | Geburts- datum | Position   | Spiele | Punkte | Zeitstr. | Platzv. |
| ------ | --------------------- | -------------- | ---------- | ------ | ------ | -------- | ------- |
| 1      | Sabrina Lorena Porini |                | Torwart    |        |        |          |         |
| 2      | Ilenia Scamperle      |                |            |        |        |          |         |
| 3      | Luana Pistelli        |                |            |        |        |          |         |
| 4      | Elena Barani          |                |            |        |        |          |         |
| 5      | Silvia Scamperle      |                |            |        |        |          |         |
| 6      | Gyongyi Demeny        |                |            |        |        |          |         |
| 8      | Carmen Onnis          |                |            |        |        |          |         |
| 10     | Lorena Bassi          |                | Torhüterin |        |        |          |         |
| 13     | Carolina Balsanti     |                |            |        |        |          |         |
| 14     | Melani Marcantonio    |                |            |        |        |          |         |

- Trainer: Tamas Neukum
- Co-Trainer: Bruno Berardocco
- Betreuer: Giuseppe Travaglini; Marco Tosi Brandi

## Kroatien
| Nummer | Name              | Geburts- datum | Position | Spiele | Punkte | Zeitstr. | Platzv. |
| ------ | ----------------- | -------------- | -------- | ------ | ------ | -------- | ------- |
| 1      | Maja Majer        |                |          |        |        |          |         |
| 2      | Marina Bazzeo     |                |          |        |        |          |         |
| 3      | Dubravka Bukovina |                |          |        |        |          |         |
| 4      | Željka Vidović    |                |          |        |        |          |         |
| 5      | Anja Daskijević   |                |          |        |        |          |         |
| 6      | Snjezana Botica   |                |          |        |        |          |         |
| 7      | Petra Starček     |                |          |        |        |          |         |
| 8      | Ivana Lovrić      |                |          |        |        |          |         |
| 9      | Vlatka Šamarinec  |                |          |        |        |          |         |
| 10     | Filipa Ačkar      |                |          |        |        |          |         |

- Trainer: Matea Brezić
- Co-Trainer: Siniša Ostoić
- Betreuer: Tomislav Lukić; Mario Raradik

## Mazedonien
| Nummer | Name                 | Geburts- datum | Position | Spiele | Punkte | Zeitstr. | Platzv. |
| ------ | -------------------- | -------------- | -------- | ------ | ------ | -------- | ------- |
| 4      | Anzela Platon        |                |          |        |        |          |         |
| 7      | Klara Boeva          |                |          |        |        |          |         |
| 8      | Valentina Radulovic  |                |          |        |        |          |         |
| 11     | Dragana Pecevska     |                |          |        |        |          |         |
| 13     | Vesna Ackovska       |                |          |        |        |          |         |
| 14     | Alexandra Slavkovska |                |          |        |        |          |         |
| 15     | Biljana Crvenkovska  |                |          |        |        |          |         |
| 16     | Dijana Naumoska      |                |          |        |        |          |         |
| 69     | Tanja Andrejeva      |                |          |        |        |          |         |

- Trainer: Sasho Srbinovski
- Co-Trainer: Rubinco Srbinovski
- Betreuer: Lila Dimitrovski; Suzanna Mitrevska

## Norwegen
| Nummer | Name                | Geburts- datum | Position   | Spiele | Punkte | Zeitstr. | Platzv. |
| ------ | ------------------- | -------------- | ---------- | ------ | ------ | -------- | ------- |
| 1      | Ingrid Ødegård      |                | Torhüterin |        |        |          |         |
| 2      | Arnhild Holmlimo    |                |            |        |        |          |         |
| 3      | Anja Edin           |                |            |        |        |          |         |
| 4      | Ane Brustuen        |                |            |        |        |          |         |
| 5      | Sara Breistøl       |                |            |        |        |          |         |
| 6      | Tine Stange         |                |            |        |        |          |         |
| 7      | Ida Bjørndalen      |                |            |        |        |          |         |
| 8      | Mari Loe            |                |            |        |        |          |         |
| 9      | Tine Kristiansen    |                |            |        |        |          |         |
| 12     | Kathrine Hjelmeland |                |            |        |        |          |         |

- Trainer: Eskil Berg Andreassen
- Co-Trainer: Aleksander Treidene
- Betreuer: Espen Karlsen

## Russland
| Nummer | Name                  | Geburts- datum | Position | Spiele | Punkte | Zeitstr. | Platzv. |
| ------ | --------------------- | -------------- | -------- | ------ | ------ | -------- | ------- |
| 1      | Maja Kawerina         |                |          |        |        |          |         |
| 2      | Alexandra Stepanowa   |                |          |        |        |          |         |
| 3      | Xenija Belaja         |                |          |        |        |          |         |
| 4      | Gulnara Garipowa      |                |          |        |        |          |         |
| 5      | Wladlena Bobrownikowa |                |          |        |        |          |         |
| 6      | Swetlana Rosinzewa    |                |          |        |        |          |         |
| 7      | Liybov Printseva      |                |          |        |        |          |         |
| 8      | Jekaterina Grebenkina |                |          |        |        |          |         |
| 9      | Natalia Evtuhova      |                |          |        |        |          |         |
| 12     | Oxana Tsvirenko       |                |          |        |        |          |         |

- Trainer: Sergei Belitsky
- Co-Trainer: Wladimir Kijaschko
- Betreuer: Vladimir Podkolzin

## Serbien
| Nummer | Name              | Geburts- datum | Position | Spiele | Punkte | Zeitstr. | Platzv. |
| ------ | ----------------- | -------------- | -------- | ------ | ------ | -------- | ------- |
| 1      | Dunja Tasić       |                |          |        |        |          |         |
| 2      | Ema Božanović     |                |          |        |        |          |         |
| 5      | Dragana Kovačević |                |          |        |        |          |         |
| 7      | Milica Čović      |                |          |        |        |          |         |
| 9      | Slađana Grozdanić |                |          |        |        |          |         |
| 10     | Marina Tantić     |                |          |        |        |          |         |
| 11     | Sandra Kuridza    |                |          |        |        |          |         |
| 12     | Dubravka Kosić    |                |          |        |        |          |         |
| 20     | Slađana Pop-Lazić |                |          |        |        |          |         |

## Spanien
| Nummer | Name                         | Geburts- datum | Position | Spiele | Punkte | Zeitstr. | Platzv. |
| ------ | ---------------------------- | -------------- | -------- | ------ | ------ | -------- | ------- |
| 1      | Noelia Fornel Muñoz          |                |          |        |        |          |         |
| 2      | Alicia Rodriguez de la Rosa  |                |          |        |        |          |         |
| 3      | María Fernández Clavero      |                |          |        |        |          |         |
| 4      | Adriana Lopez Periañez       |                |          |        |        |          |         |
| 5      | Susana Martínez Calatayud    |                |          |        |        |          |         |
| 6      | Inmaculada Navarro Belenguer |                |          |        |        |          |         |
| 7      | Anna Pi Sola                 |                |          |        |        |          |         |
| 8      | Maria José Moreno Triviño    |                |          |        |        |          |         |
| 9      | Marta Mangué González        |                |          |        |        |          |         |
| 10     | Llanos Trigueros Martínez    |                |          |        |        |          |         |

- Trainer: Pedro José Moreno Calvo
- Co-Trainer: José Maria Calvillo Roda
- Betreuer: Susana Gonzalo Martínez; Dolores del Barco Fernández-Molina

## Ukraine
| Nummer | Name                  | Geburts- datum | Position | Spiele | Punkte | Zeitstr. | Platzv. |
| ------ | --------------------- | -------------- | -------- | ------ | ------ | -------- | ------- |
| 1      | Jana Sytenko          |                |          |        |        |          |         |
| 2      | Natalija Turkalo      |                |          |        |        |          |         |
| 3      | Natalija Ljapina      |                |          |        |        |          |         |
| 4      | Anastassija Pidpalowa |                |          |        |        |          |         |
| 5      | Alla Warawenko        |                |          |        |        |          |         |
| 6      | Yryna Resnytschenko   |                |          |        |        |          |         |
| 8      | Iryna Hlibko          |                |          |        |        |          |         |
| 9*     | Kateryna Chrystenko   |                |          |        |        |          |         |
| 9*     | Julija Saremba        |                |          |        |        |          |         |
| 11     | Olessja Sementschenko |                |          |        |        |          |         |

* – Chrystenko und Saremba wurden in den Spielberichten jeweils beide mit der Nummer 9 geführt.
- Trainer: Oleksandr Gurskyi
- Co-Trainer: Stepan Melnychuk
- Betreuer: Stanislav Prokopovych

## Uruguay
| Nummer | Name                           | Geburts- datum | Position | Spiele | Punkte | Zeitstr. | Platzv. |
| ------ | ------------------------------ | -------------- | -------- | ------ | ------ | -------- | ------- |
| 1      | Noelia Beatriz Artigas Pizzo   |                |          |        |        |          |         |
| 2      | Maria Noel Uriarte Radmilovich |                |          |        |        |          |         |
| 3      | Mariana Fleitas Riera          |                |          |        |        |          |         |
| 4      | Eliana Noel Perez Martino      |                |          |        |        |          |         |
| 5      | Natasha Lachaise Atto          |                |          |        |        |          |         |
| 6      | Valeria Andrea Kuzel Echevarra |                |          |        |        |          |         |
| 7      | Leticia Schinca Granera        |                |          |        |        |          |         |
| 8      | Alejandra Aida Ferrari Zaglio  |                |          |        |        |          |         |
| 9      | Maria Victoria Ramos de Leon   |                |          |        |        |          |         |
| 10     | Rosina Ines Seca Difilippo     |                |          |        |        |          |         |

- Trainer: Nicolas Abel Guerra Filippini
- Co-Trainer: Alejandro Trjo Silva
- Betreuer: Pablo dos Santos Araujo; Rodolfo Willington Fontes Lopez